# Hygrochroa singularis
Hygrochroa singularis är en fjärilsart som beskrevs av Butler 1881. Hygrochroa singularis ingår i släktet Hygrochroa och familjen silkesspinnare. Inga underarter finns listade i Catalogue of Life.